# Bas-Saint-Laurent

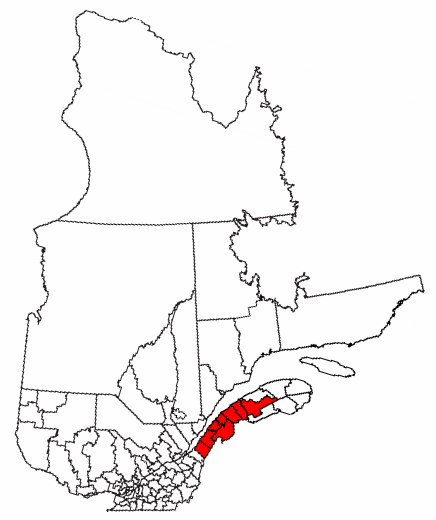
Localização da região administrativa de no Quebec.

O Bas-Saint-Laurent (em português:  Baixo São Lourenço) é uma região administrativa da província canadense do Quebec. A região possui 22 515 km², 202 095 habitantes e uma densidade demográfica de 9,1 hab./km². Sua maior cidade é Rimouski. Está dividida em 8 regionalidades municipais e em 133 municípios.

## Subdivisões

### Município Regional de Condado
- Kamouraska
- La Matapédia
- La Mitis
- Les Basques
- Matane
- Rimouski-Neigette
- Rivière-du-Loup
- Témiscouata

### Reservas Indígenas
- Cacouna
- Whitworth